# Ákos Seress
Ákos Seress (* 24. November 1958 in Budapest; † 13. Februar 2013 in Columbus (Ohio)) war ein ungarischer Mathematiker, der sich mit Kombinatorik und Gruppentheorie befasste.

## Leben
Seress studierte an der Loránd-Eötvös-Universität in Budapest und wurde 1985 an der Ohio State University bei Dijen Ray-Chaudhuri promoviert. Dissertationsthema war das Klatsch-Problem (Gossip Problem): n Personen tauschen ihren persönlichen Klatsch (und nur diesen) in Zweiergesprächen über Telefon aus, wie viele Gespräche sind notwendig damit jeder sämtlichen Klatsch kennt? Danach kehrte er nach Ungarn zurück und forschte am Alfred-Renyi-Institut der Ungarischen Akademie der Wissenschaften. 1986 veröffentlichte er mit Paul Erdős, gab die Zeitschrift Combinatorica heraus und seine Zusammenarbeit mit László Babai begann sowie seine Beschäftigung mit algorithmischer Gruppentheorie.
1989 wurde er Assistant Professor an der Ohio State University, 1995 Associate Professor und 2000 Professor. Er war Gastprofessor an der University of Western Australia und ein Jahr an der RWTH Aachen mit einem Humboldt-Forschungspreis (bei Joachim Neubüser). Er starb mit nur 54 Jahren an Krebs.
Er implementierte Algorithmen für Permutationsgruppen im Rahmen des Computeralgebrasystems GAP.
Zuletzt löste er mit Harald Helfgott eine lange offene Vermutung über den Durchmesser von Permutationsgruppen.
2006 war er Invited Speaker auf dem Internationalen Mathematikerkongress in Madrid (A unified approach to computations with permutation and matrix groups).

## Schriften
- Permutation Group Algorithms, Cambridge University Press 2003
- mit William Kantor: Black box classical groups, Memoirs AMS, 2001
- Construction of 2-Closed M-Representations, Proc. International Symposium on Symbolic and Algebraic Computation (ISSAC '12) 2012, S. 311–318.
- mit Harald Helfgott: On the diameter of permutation groups, erscheint in Annals of Mathematics, Arxiv, 2011
- mit K. T. Arasu Codes and Designs, De Gruyter 2002
- mit A. Hulpke, R. Liebler, T. Pentilla Finite Geometries, Groups and Computation, De Gruyter 2006
- An introduction to computational group theory, Notices AMS, Juni/Juli 1997, Online
- Nearly linear time algorithms for permutation groups: An interplay between theory and practice, Acta Appl. Math., 52, 1998, S. 183–207.